# 다카라즈카역
다카라즈카역(일본어: 宝塚駅 타카라즈카에키[*])은 일본 효고현 다카라즈카시에 있는 서일본 여객철도와 한큐 전철의 역이다.
서일본 여객철도 소속 역은 JR 다카라즈카 선이라는 후쿠치야마 선의 애칭의 상징이 되는 역으로서 후쿠치야마 선의 중핵 역으로, 특급을 비롯한 모든 열차가 정차한다. 오사카 방면에의 연계에 충실하여 도카이도 본선 (JR 교토 선) 오사카·다카쓰키 방면에의 열차 이외에 JR 도자이 선 및 가타마치 선 방면에의 직통도 이루어지고 있다. 아침 출근 시간대에는 오사카 방면에 2 ~ 5분 간격으로 시간 당 18편의 열차가 정차하여 상하행선을 합치면 시간 당 28편의 열차가 정차한다. 다카라즈카 회차 열차도 다수 설정되어 있어 하루 중의 JR 도자이 선 직통 열차가 모두 다카라즈카 역에서 회차하게 된다. 다카라즈카 역에서부터 산다역까지는 산지와 전원(田園) 풍경을 쉽게 볼 수 있다.
한큐 전철 소속 역은 한큐 전철 다카라즈카 본선과 한큐 전철 이마즈 선의 공통 종착역이다. 제2차 세계 대전 전에는 다카라즈카 역에서 아리마 온천까지 선로를 연장하려는 계획이 있었지만 롯코 산의 험난한 산줄기로 인하여 실현되지 못하였다. 다만 그러한 계획의 흔적은 승강장 곳곳에 남아있다.
양 회사 소속 역은 역 앞 로터리를 끼고 엘리베이터와 에스컬레이터가 있는 보도교로 연결되어 있어 환승이 편리하다. 양 역의 개찰구 간에 소요 시간은 도보로 2분 정도이다. 서일본 여객철도 소속, 한큐 전철 소속 사이에 택시 승강장이 있다. 이 중 한큐 전철은 자사의 택시 및 버스를 다카라즈카 역에서 운용하고 있다. 양 역은 이코카, 피타파 및 이외 제휴 교통카드의 사용이 가능하다.
고바야시 이치조 한큐 전철 창업주는 시민들이 이 역으로 가는 열차를 탑승하게 만들기 위해서 소녀들을 엄선해서 극단을 창립했다. 그 극단이 일본의 명물 다카라즈카 가극단이다.

## 서일본 여객철도

### 역 구조
단식·섬식 승강장이 섞인 복합식 승강장으로 2면 3선의 지상역이다. 역사 쪽에 단식 승강장 (1번 승강장)이, 과선교로 연결되는 반대 쪽에 섬식 승강장 (2·3번 승강장)이 있다. 하행 본선은 1번 승강장, 상행 본선은 3번 승강장, 중선인 2번 승강장은 주로 회차 열차가 이용하지만 평일 아침 신산다 방면 행 보통 열차가 특급 열차의 대피를 위해 사용한다. 2005년에 발생한 후쿠치야마 선 탈선 사고로 인해 아마가사키 역에서 다카라즈카 역까지 불통이 되어 산다 방면에서 오는 열차들이 모두 다카라즈카에서 회차하기도 하였는데 출퇴근 시간대에 과선교에 승객이 넘치는 사태가 발생하자 1번선 선로 상에 임시 승강장을 설치해 원래 2번선인 선로를 1번선으로서 사용하였다. 임시 승강장은 재개일 직전인 6월 18일에 철거되었다. 후쿠치야마 선 이타미 ~ 신산다 간을 관리하는 관리역이다.

#### 승강장
| 1 | ■ JR 다카라즈카 선 | 산다・사사야마구치 방면           |
| 2 | ■ JR 다카라즈카 선 | 아마가사키・오사카・기타신치      |
| 3 | ■ JR 다카라즈카 선 | 아마가사키・오사카・기타신치 방면 |

## 한큐 전철

### 역 구조
한쪽 방향이 막힌 2면 4선의 고가역이다. 승강장 유효 길이는 10량 정도이지만 현행 시간표에서 10량 편성의 열차는 운행되지 않는다. 이마즈 선은 1·2번 승강장, 다카라즈카 본선은 3·4번 승강장을 사용하지만 일부 시간대에 이마즈 선은 3번 승강장에서 발착한다. 이마즈 선 열차가 3번선에서 발착하는 시간대에는 다카라즈카 선 본선 열차는 4번 선 발착이 되어 1·2번 승강장은 폐쇄된다.

#### 승강장
| 첫차 ~ 오전 10시, 오후 5시 ~ 막차 (휴일 첫차 ~ 오전 9시, 오후 7시 ~ 막차) |                                                                     |                                                               |
| 1・2 ■ 이마즈 선 (상행)                                                   | 니시노미야키타구치・니가와・산노미야・이마즈 방면                   |                                                               |
| 3・4 ■ 다카라즈카 본선 (상행)                                             | 우메다・도요나카・이시바시・가와니시노세구치・미노・가와라마치 방면 |                                                               |
| 나머지 시간대                                                             |                                                                     |                                                               |
| 1·2                                                                       | 미사용                                                              | 미사용                                                        |
| 3 ■이마즈 선 (상행)                                                       | 니시노미야키타구치・니가와・산노미야・이마즈 방면                   |                                                               |
| 4                                                                         | ■다카라즈카 본선 (상행)                                             | 오사카・도요나카・이시바시・가와니시노세구치・미노・교토 방면 |

## 역사
- 1897년 12월 27일: 한카쿠 철도가 다카라즈카 역까지 연장하면서 개업.
- 1898년 6월 8일: 한카쿠 철도가 아리마구치 역까지 연장하여 도중역이 되었다.
- 1907년 8월 1일: 국유화에 따라 일본국유철도 소속이 되었다.
- 1909년 10월 12일: 노선 명칭 제정에 따라 한카쿠 선의 일부가 되었다.
- 1910년 3월 10일: 미노아리마 전기 궤도의 다카라즈카 역 개업.
- 1912년 3월 1일: 한카쿠 선이 후쿠치야마 역 이남을 후쿠치야마 선으로 분리시키면서 후쿠치야마 선의 일부가 되었다.
- 1979년 7월 1일: 여객 취급 폐지.
- 1987년 4월 1일: 민영화에 의해 서일본 여객철도의 소속이 되었다.
- 2003년 11월 1일: 이코카의 사용이 개시되었다.
- 2005년 4월 25일 ~ 6월 19일: 후쿠치야마 선 탈선 사고로 인하여 영업 중지.
- 2010년 2월 20일: 서일본 여객철도 다카라즈카 역 역사의 교상화 완료.

## 특기 사항
- 한큐 전철 소속 다카라즈카 역은 제2회 긴키의 역 100선으로 선정된 바 있다.
- 역 인근에 다카라즈카 가극단이 있으며, 마찬가지로 한큐전철 계열사이다.

## 인접정차역
| 서일본 여객철도 후쿠치야마 선 | 서일본 여객철도 후쿠치야마 선       | 서일본 여객철도 후쿠치야마 선      |
| ----------------------------- | ----------------------------------- | ---------------------------------- |
| 나카야마데라 오사카 방면      | ■ JR 다카라즈카 선 쾌속·단바지 쾌속 | 니시노미야나지오 사사야마구치 방면 |
| 나카야마데라 오사카 방면      | ■ JR 다카라즈카 선 보통             | 나마제 후쿠치야마 방면             |
| 한큐 전철 다카라즈카 본선     |                                     |                                    |
| 기요시코진 우메다 방면        | ■ 다카라즈카 본선                   | 시·종착역                          |
| 한큐 전철 이마즈 선           |                                     |                                    |
| 시·종착역                     | ■ 이마즈 선                         | 다카라즈카미나미구치 우메다 방면   |